# Coelocyba acincta
Coelocyba acincta är en stekelart som beskrevs av Girault 1913. Coelocyba acincta ingår i släktet Coelocyba och familjen puppglanssteklar. Inga underarter finns listade i Catalogue of Life.